# Gérard Crémoux
Pas d'image ? Cliquez ici

a Compétitions nationales et continentales officielles uniquement.

b Matchs officiels uniquement.
Gérard Crémoux, né le 4 novembre 1943 à Narbonne et mort le 19 août 1943 à Villeneuve-sur-Lot,, est un joueur de rugby à XV et de rugby à XIII international français évoluant au poste de deuxième ligne dans les années 1960 et 1970.
Il joue tout d'abord au rugby à XV au club de Cahors rugby. En 1966, il change de code de rugby et signe en rugby à XIII pour l'US Villeneuve avec lequel il dispute et perd trois finales de la Coupe de France en 1969 et 1970 et 1972.
Fort de ses performances en club, il côtoie l'équipe de France et compte deux sélections officielles dont une rencontre de la Coupe d'Europe des nations 1970 et de la Coupe du monde 1970.

## Palmarès
- Collectif : 
  - Finaliste de la Coupe de France : 1969, 1970 et 1972 (Villeneuve).

### Détails en sélection
| 1. | 25 octobre 1969 | Angleterre      | 11-11 | Coupe d'Europe | Deuxième ligne | - | - | - | - |
| 2. | 28 octobre 1970 | Grande-Bretagne | 0-6   | Coupe du monde | Deuxième ligne | - | - | - | - |